# Andy Gibb
Andrew Roy Gibb, známý jako Andy Gibb (5. března 1958, Manchester, Anglie – 10. března 1988, Oxford, Anglie), byl britský zpěvák a nejmladší bratr Barryho, Robina a Maurice ze skupiny Bee Gees. Sólovou kariéru začal v roce 1975, o dva roky později vydal debutové album. Písně I Just Want to Be Your Everything, (Love Is) Thicker Than Water a Shadow Dancing se umístily na prvním místě v americkém singlovém žebříčku Billboard Hot 100. Zemřel pět dní po oslavě třicátých narozenin na myokarditidu (zánět srdečního svalu) v důsledku virové infekce způsobené dlouholetým užíváním kokainu.

## Diskografie

### Alba
- 1977 – Flowing Rivers
- 1978 – Shadow Dancing
- 1980 – After Dark

### Singly
- 1975 – Words and Music
- 1977 – I Just Want to Be Your Everything
- 1977 – (Love Is) Thicker Than Water
- 1978 – Shadow Dancing
- 1978 – (Our Love) Do not Throw it All Away
- 1978 – Why
- 1980 – Desire
- 1980 – I Can not Help It (with Olivia Newton-John)
- 1980 – Time Is Time
- 1981 – Me (Without You)
- 1981 – All I Have to Do Is Dream (with Victoria Principal)